# Tibo Persyn
Tibo Persyn (Kortrijk, 13 maart 2002) is een Belgisch voetballer die doorgaans als middenvelder speelt. Hij verruilde in 2023, na een huurperiode, Internazionale voor FC Eindhoven.

## Clubcarrière

### Internazionale
Persyn ruilde de jeugdopleiding van Club Brugge in 2018 voor die van Internazionale, dat hem opmerkte tijdens een wedstrijd tegen Standard Luik. Daar speelde hij in drie seizoenen 44 wedstrijden in de Primavera 1, de Italiaanse competitie voor U19-teams. Persyn speelde met de U19 van de club ook twee seizoenen in de UEFA Youth League, namelijk in 2018/19 en 2019/20. In beide edities scoorde hij eenmaal: in 2018/19 in de groepswedstrijd tegen Tottenham Hotspur, en in 2019/20 in de groepswedstrijd tegen Borussia Dortmund. In het seizoen 2020/21 werd hij eenmaal geselecteerd voor het eerste elftal, maar uiteindelijk moest hij afzeggen vanwege een coronabesmetting.

### Club Brugge
In juli 2021 keerde Persyn na drie jaar terug naar Club Brugge: de landskampioen hem Persyn voor één seizoen met aankoopoptie. In het Jan Breydelstadion moest hij het vertrek van Nabil Dirar mee opvangen. Op 15 augustus 2021 maakte hij zijn officiële debuut voor de club: op de vierde competitiespeeldag liet trainer Philippe Clement hem tegen Zulte Waregem (0-4-winst) in de 88e minuut invallen voor Clinton Mata. Een week later kreeg hij tegen Beerschot VA een basisplaats. Persyn bedankte de trainer door in de 55e minuut de 3-1 te scoren van buiten de zestien. In januari 2022 werd zijn uitleenbeurt overgenomen door KVC Westerlo maar Club Brugge behield wel de aankoopoptie van Inter. Deze aankoopoptie werd echter niet gelicht en hij werd opnieuw uitgeleend in het seizoen 2022-2023 deze keer naar FC Eindhoven.

### FC Eindhoven
Voor het seizoen 2022/23 werd Persyn door Internazionale uitgeleend aan FC Eindhoven. Hij debuteerde op 5 augustus 2022 tegen FC Den Bosch (3-1). Hij kwam in de 55e minuut in de ploeg voor Dalton Enokpa. Persyn speelde dat seizoen bijna alles voor Eindhoven, en voor het seizoen 2023/24 werd hij definitief overgenomen van Inter. Op 23 oktober 2023 scoorde hij zijn eerste doelpunt voor Eindhoven, tegen Jong PSV (4-3).

## Interlandcarrière
Persyn nam in 2018 met België –17 deel aan het EK onder 17 in Engeland. Persyn kreeg in de groepswedstrijden tegen Ierland (0-2-winst) en Denemarken (1-0-winst) een basisplaats en mocht telkens de hele wedstrijd meedoen. In de kwartfinale tegen Spanje, die België met 2-1 won, mocht hij vier minuten voor tijd invallen voor Largie Ramazani. Een ronde later werd België uitgeschakeld door Italië.
Een jaar later nam Persyn met België –17 ook deel aan het EK onder 19 in Ierland. Hier kreeg hij een basisplaats in de eerste twee groepswedstrijden, tegen Tsjechië (1-1) en Griekenland (3-0-winst). Ook in de kwartfinale tegen Nederland, die België met 0-3 verloor, mocht hij starten van trainer Bob Browaeys, alsook in de wedstrijd om de vijfde plaats tegen Hongarije die België na strafschoppen verloor.

## Statistieken
| Seizoen | Club           | Competitie      | Competitie | Competitie | Beker | Beker | Overig | Overig | Totaal | Totaal |
| Seizoen | Club           | Competitie      | Wed.       | Dlp.       | Wed.  | Dlp.  | Dlp.   | Dlp.   | Wed.   | Dlp.   |
| ------- | -------------- | --------------- | ---------- | ---------- | ----- | ----- | ------ | ------ | ------ | ------ |
| 2021/22 | → Club Brugge  | Eerste klasse A | 2          | 1          | 0     | 0     | 0      | 0      | 2      | 1      |
| 2021/22 | → KVC Westerlo | Eerste klasse B | 4          | 1          | 0     | 0     | 0      | 0      | 4      | 1      |
| 2022/23 | → FC Eindhoven | Eerste divisie  | 30         | 0          | 2     | 0     | 2      | 0      | 34     | 0      |
| 2023/24 | FC Eindhoven   | Eerste divisie  | 14         | 1          | 1     | 0     | 0      | 0      | 15     | 1      |
| 2024/25 | FC Eindhoven   | Eerste divisie  | 24         | 0          | 2     | 0     | 0      | 0      | 26     | 0      |
| Totaal  | Totaal         | Totaal          | 74         | 3          | 5     | 0     | 2      | 0      | 81     | 3      |

Bijgewerkt op 1 april 2025.